# Подвоєні пішаки
|   | a | b | c | d | e | f | g | h |   |
| 8 | b6 чорний пішак · d6 чорний пішак · e6 чорний король · d5 чорний пішак · d4 білий пішак · g4 білий пішак · c3 білий король · g3 білий пішак · g2 білий пішак | b6 чорний пішак · d6 чорний пішак · e6 чорний король · d5 чорний пішак · d4 білий пішак · g4 білий пішак · c3 білий король · g3 білий пішак · g2 білий пішак | b6 чорний пішак · d6 чорний пішак · e6 чорний король · d5 чорний пішак · d4 білий пішак · g4 білий пішак · c3 білий король · g3 білий пішак · g2 білий пішак | b6 чорний пішак · d6 чорний пішак · e6 чорний король · d5 чорний пішак · d4 білий пішак · g4 білий пішак · c3 білий король · g3 білий пішак · g2 білий пішак | b6 чорний пішак · d6 чорний пішак · e6 чорний король · d5 чорний пішак · d4 білий пішак · g4 білий пішак · c3 білий король · g3 білий пішак · g2 білий пішак | b6 чорний пішак · d6 чорний пішак · e6 чорний король · d5 чорний пішак · d4 білий пішак · g4 білий пішак · c3 білий король · g3 білий пішак · g2 білий пішак | b6 чорний пішак · d6 чорний пішак · e6 чорний король · d5 чорний пішак · d4 білий пішак · g4 білий пішак · c3 білий король · g3 білий пішак · g2 білий пішак | b6 чорний пішак · d6 чорний пішак · e6 чорний король · d5 чорний пішак · d4 білий пішак · g4 білий пішак · c3 білий король · g3 білий пішак · g2 білий пішак | 8 |
| 7 | b6 чорний пішак · d6 чорний пішак · e6 чорний король · d5 чорний пішак · d4 білий пішак · g4 білий пішак · c3 білий король · g3 білий пішак · g2 білий пішак | b6 чорний пішак · d6 чорний пішак · e6 чорний король · d5 чорний пішак · d4 білий пішак · g4 білий пішак · c3 білий король · g3 білий пішак · g2 білий пішак | b6 чорний пішак · d6 чорний пішак · e6 чорний король · d5 чорний пішак · d4 білий пішак · g4 білий пішак · c3 білий король · g3 білий пішак · g2 білий пішак | b6 чорний пішак · d6 чорний пішак · e6 чорний король · d5 чорний пішак · d4 білий пішак · g4 білий пішак · c3 білий король · g3 білий пішак · g2 білий пішак | b6 чорний пішак · d6 чорний пішак · e6 чорний король · d5 чорний пішак · d4 білий пішак · g4 білий пішак · c3 білий король · g3 білий пішак · g2 білий пішак | b6 чорний пішак · d6 чорний пішак · e6 чорний король · d5 чорний пішак · d4 білий пішак · g4 білий пішак · c3 білий король · g3 білий пішак · g2 білий пішак | b6 чорний пішак · d6 чорний пішак · e6 чорний король · d5 чорний пішак · d4 білий пішак · g4 білий пішак · c3 білий король · g3 білий пішак · g2 білий пішак | b6 чорний пішак · d6 чорний пішак · e6 чорний король · d5 чорний пішак · d4 білий пішак · g4 білий пішак · c3 білий король · g3 білий пішак · g2 білий пішак | 7 |
| 6 | b6 чорний пішак · d6 чорний пішак · e6 чорний король · d5 чорний пішак · d4 білий пішак · g4 білий пішак · c3 білий король · g3 білий пішак · g2 білий пішак | b6 чорний пішак · d6 чорний пішак · e6 чорний король · d5 чорний пішак · d4 білий пішак · g4 білий пішак · c3 білий король · g3 білий пішак · g2 білий пішак | b6 чорний пішак · d6 чорний пішак · e6 чорний король · d5 чорний пішак · d4 білий пішак · g4 білий пішак · c3 білий король · g3 білий пішак · g2 білий пішак | b6 чорний пішак · d6 чорний пішак · e6 чорний король · d5 чорний пішак · d4 білий пішак · g4 білий пішак · c3 білий король · g3 білий пішак · g2 білий пішак | b6 чорний пішак · d6 чорний пішак · e6 чорний король · d5 чорний пішак · d4 білий пішак · g4 білий пішак · c3 білий король · g3 білий пішак · g2 білий пішак | b6 чорний пішак · d6 чорний пішак · e6 чорний король · d5 чорний пішак · d4 білий пішак · g4 білий пішак · c3 білий король · g3 білий пішак · g2 білий пішак | b6 чорний пішак · d6 чорний пішак · e6 чорний король · d5 чорний пішак · d4 білий пішак · g4 білий пішак · c3 білий король · g3 білий пішак · g2 білий пішак | b6 чорний пішак · d6 чорний пішак · e6 чорний король · d5 чорний пішак · d4 білий пішак · g4 білий пішак · c3 білий король · g3 білий пішак · g2 білий пішак | 6 |
| 5 | b6 чорний пішак · d6 чорний пішак · e6 чорний король · d5 чорний пішак · d4 білий пішак · g4 білий пішак · c3 білий король · g3 білий пішак · g2 білий пішак | b6 чорний пішак · d6 чорний пішак · e6 чорний король · d5 чорний пішак · d4 білий пішак · g4 білий пішак · c3 білий король · g3 білий пішак · g2 білий пішак | b6 чорний пішак · d6 чорний пішак · e6 чорний король · d5 чорний пішак · d4 білий пішак · g4 білий пішак · c3 білий король · g3 білий пішак · g2 білий пішак | b6 чорний пішак · d6 чорний пішак · e6 чорний король · d5 чорний пішак · d4 білий пішак · g4 білий пішак · c3 білий король · g3 білий пішак · g2 білий пішак | b6 чорний пішак · d6 чорний пішак · e6 чорний король · d5 чорний пішак · d4 білий пішак · g4 білий пішак · c3 білий король · g3 білий пішак · g2 білий пішак | b6 чорний пішак · d6 чорний пішак · e6 чорний король · d5 чорний пішак · d4 білий пішак · g4 білий пішак · c3 білий король · g3 білий пішак · g2 білий пішак | b6 чорний пішак · d6 чорний пішак · e6 чорний король · d5 чорний пішак · d4 білий пішак · g4 білий пішак · c3 білий король · g3 білий пішак · g2 білий пішак | b6 чорний пішак · d6 чорний пішак · e6 чорний король · d5 чорний пішак · d4 білий пішак · g4 білий пішак · c3 білий король · g3 білий пішак · g2 білий пішак | 5 |
| 4 | b6 чорний пішак · d6 чорний пішак · e6 чорний король · d5 чорний пішак · d4 білий пішак · g4 білий пішак · c3 білий король · g3 білий пішак · g2 білий пішак | b6 чорний пішак · d6 чорний пішак · e6 чорний король · d5 чорний пішак · d4 білий пішак · g4 білий пішак · c3 білий король · g3 білий пішак · g2 білий пішак | b6 чорний пішак · d6 чорний пішак · e6 чорний король · d5 чорний пішак · d4 білий пішак · g4 білий пішак · c3 білий король · g3 білий пішак · g2 білий пішак | b6 чорний пішак · d6 чорний пішак · e6 чорний король · d5 чорний пішак · d4 білий пішак · g4 білий пішак · c3 білий король · g3 білий пішак · g2 білий пішак | b6 чорний пішак · d6 чорний пішак · e6 чорний король · d5 чорний пішак · d4 білий пішак · g4 білий пішак · c3 білий король · g3 білий пішак · g2 білий пішак | b6 чорний пішак · d6 чорний пішак · e6 чорний король · d5 чорний пішак · d4 білий пішак · g4 білий пішак · c3 білий король · g3 білий пішак · g2 білий пішак | b6 чорний пішак · d6 чорний пішак · e6 чорний король · d5 чорний пішак · d4 білий пішак · g4 білий пішак · c3 білий король · g3 білий пішак · g2 білий пішак | b6 чорний пішак · d6 чорний пішак · e6 чорний король · d5 чорний пішак · d4 білий пішак · g4 білий пішак · c3 білий король · g3 білий пішак · g2 білий пішак | 4 |
| 3 | b6 чорний пішак · d6 чорний пішак · e6 чорний король · d5 чорний пішак · d4 білий пішак · g4 білий пішак · c3 білий король · g3 білий пішак · g2 білий пішак | b6 чорний пішак · d6 чорний пішак · e6 чорний король · d5 чорний пішак · d4 білий пішак · g4 білий пішак · c3 білий король · g3 білий пішак · g2 білий пішак | b6 чорний пішак · d6 чорний пішак · e6 чорний король · d5 чорний пішак · d4 білий пішак · g4 білий пішак · c3 білий король · g3 білий пішак · g2 білий пішак | b6 чорний пішак · d6 чорний пішак · e6 чорний король · d5 чорний пішак · d4 білий пішак · g4 білий пішак · c3 білий король · g3 білий пішак · g2 білий пішак | b6 чорний пішак · d6 чорний пішак · e6 чорний король · d5 чорний пішак · d4 білий пішак · g4 білий пішак · c3 білий король · g3 білий пішак · g2 білий пішак | b6 чорний пішак · d6 чорний пішак · e6 чорний король · d5 чорний пішак · d4 білий пішак · g4 білий пішак · c3 білий король · g3 білий пішак · g2 білий пішак | b6 чорний пішак · d6 чорний пішак · e6 чорний король · d5 чорний пішак · d4 білий пішак · g4 білий пішак · c3 білий король · g3 білий пішак · g2 білий пішак | b6 чорний пішак · d6 чорний пішак · e6 чорний король · d5 чорний пішак · d4 білий пішак · g4 білий пішак · c3 білий король · g3 білий пішак · g2 білий пішак | 3 |
| 2 | b6 чорний пішак · d6 чорний пішак · e6 чорний король · d5 чорний пішак · d4 білий пішак · g4 білий пішак · c3 білий король · g3 білий пішак · g2 білий пішак | b6 чорний пішак · d6 чорний пішак · e6 чорний король · d5 чорний пішак · d4 білий пішак · g4 білий пішак · c3 білий король · g3 білий пішак · g2 білий пішак | b6 чорний пішак · d6 чорний пішак · e6 чорний король · d5 чорний пішак · d4 білий пішак · g4 білий пішак · c3 білий король · g3 білий пішак · g2 білий пішак | b6 чорний пішак · d6 чорний пішак · e6 чорний король · d5 чорний пішак · d4 білий пішак · g4 білий пішак · c3 білий король · g3 білий пішак · g2 білий пішак | b6 чорний пішак · d6 чорний пішак · e6 чорний король · d5 чорний пішак · d4 білий пішак · g4 білий пішак · c3 білий король · g3 білий пішак · g2 білий пішак | b6 чорний пішак · d6 чорний пішак · e6 чорний король · d5 чорний пішак · d4 білий пішак · g4 білий пішак · c3 білий король · g3 білий пішак · g2 білий пішак | b6 чорний пішак · d6 чорний пішак · e6 чорний король · d5 чорний пішак · d4 білий пішак · g4 білий пішак · c3 білий король · g3 білий пішак · g2 білий пішак | b6 чорний пішак · d6 чорний пішак · e6 чорний король · d5 чорний пішак · d4 білий пішак · g4 білий пішак · c3 білий король · g3 білий пішак · g2 білий пішак | 2 |
| 1 | b6 чорний пішак · d6 чорний пішак · e6 чорний король · d5 чорний пішак · d4 білий пішак · g4 білий пішак · c3 білий король · g3 білий пішак · g2 білий пішак | b6 чорний пішак · d6 чорний пішак · e6 чорний король · d5 чорний пішак · d4 білий пішак · g4 білий пішак · c3 білий король · g3 білий пішак · g2 білий пішак | b6 чорний пішак · d6 чорний пішак · e6 чорний король · d5 чорний пішак · d4 білий пішак · g4 білий пішак · c3 білий король · g3 білий пішак · g2 білий пішак | b6 чорний пішак · d6 чорний пішак · e6 чорний король · d5 чорний пішак · d4 білий пішак · g4 білий пішак · c3 білий король · g3 білий пішак · g2 білий пішак | b6 чорний пішак · d6 чорний пішак · e6 чорний король · d5 чорний пішак · d4 білий пішак · g4 білий пішак · c3 білий король · g3 білий пішак · g2 білий пішак | b6 чорний пішак · d6 чорний пішак · e6 чорний король · d5 чорний пішак · d4 білий пішак · g4 білий пішак · c3 білий король · g3 білий пішак · g2 білий пішак | b6 чорний пішак · d6 чорний пішак · e6 чорний король · d5 чорний пішак · d4 білий пішак · g4 білий пішак · c3 білий король · g3 білий пішак · g2 білий пішак | b6 чорний пішак · d6 чорний пішак · e6 чорний король · d5 чорний пішак · d4 білий пішак · g4 білий пішак · c3 білий король · g3 білий пішак · g2 білий пішак | 1 |
|   | a | b | c | d | e | f | g | h |   |

Подвоєні пішаки — шаховий термін, що позначає пішакову структуру, що характеризується розташуванням двох (трьох) пішаків однієї зі сторін на одній вертикалі.
Подвоєні (потроєні) пішаки, як правило, є суттєвою слабкістю, особливо в ендшпілі. Подвоєні пішаки мають меншу рухливість, вони частіше піддаються нападу ворожих фігур. Особливо слабкі ізольовані подвоєні пішаки. Передній подвоєний пішак не може бути захищений з тилу. Наявність подвоєних пішаків ускладнює, а іноді робить і неможливим утворення прохідного.